# Schloss Fervaques

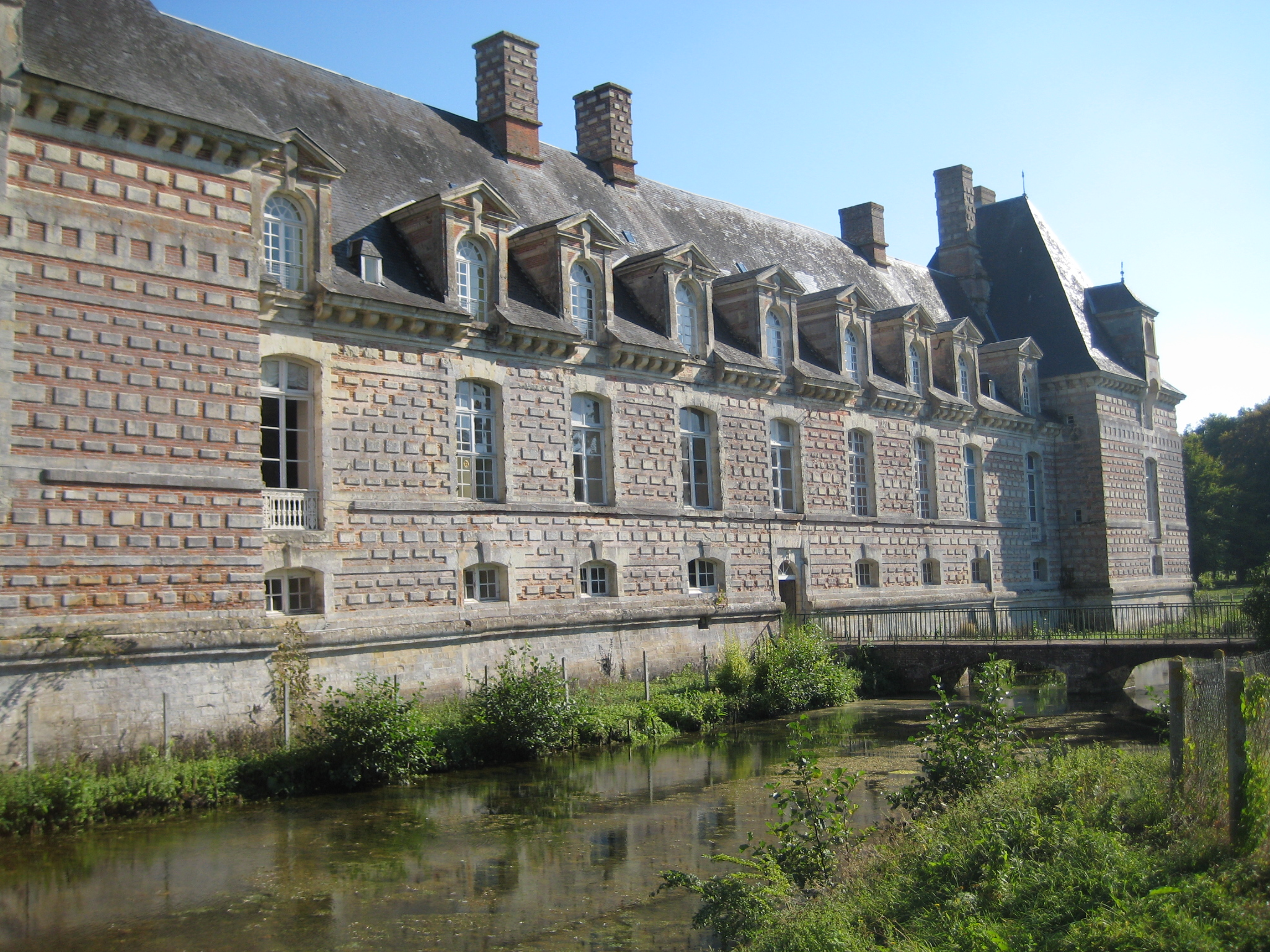
Schloss Fervaques

Das Schloss Fervaques, auch Domaine de Fervaques oder Château le Kinnor genannt, ist ein Schloss in den ehemaligen französischen Gemeinden Fervaques und Cheffreville-Tonnencourt im Département Calvados in der Region Normandie. Es wurde hauptsächlich im 16. und 17. Jahrhundert erbaut und im 19. Jahrhundert umgebaut.
Das Schloss steht teilweise unter Denkmalschutz (Monument historique).

## Lage
Das Schloss wurde am Ufer des Flusses Touques in der ehemaligen Gemeinde Fervaques innerhalb der neuen Gemeinde Livarot-Pays-d’Auge im französischen Département Calvados errichtet.

## Geschichte
Das heutige Schloss stammt aus dem 16. und frühen 17. Jahrhundert. Es wurde auf Initiative von Guillaume de Hautemer in der Nähe des alten gotischen Herrenhauses seiner Vorfahren, dessen Wohnhaus teilweise erhalten ist, von François Gabriel, Maurermeister und Ahnherr der Gabriel-Familie, erbaut. Die Eleganz des erhaltenen Ensembles verleiht dem Anwesen eine Rolle als „Zeugnis einer Baukunst in der Normandie, in den Anfängen des klassischen Zeitalters“.
Guillaume de Hautemer, ein Waffengefährte Heinrichs IV. und späterer Marschall von Frankreich und Duc de Grancey, kam durch seine Heirat, seine Ämter und auch durch Plünderungen zu Vermögen und konnte einen bereits bekannten Architekten mit dem Bau beauftragen, der von 1595 bis 1602 fertiggestellt wurde. François Gabriel hatte bereits insbesondere am Schloss Carrouges gearbeitet. Das Schloss ging später an die Familien Prie und Bullion über und wurde 1803 von Delphine de Sabran, Witwe des Marquis de Custine, auf Anraten von François-René de Chateaubriand, dem sie sehr nahe stand und der sich später dort aufhielt, erworben.
In der Nacht vom 19. auf den 20. September 1934 wurde im Schloss eingebrochen, es wurde Tafelsilber im Wert von 15.000 Francs entwendet.

## Beschreibung
Der älteste Teil des Gebäudes weist abwechselnd Stein und Ziegel als Baumaterial auf. Der Taubenschlag wird ebenfalls in diese frühe Phase datiert, auch wenn er nur teilweise erhalten ist.
Das Gebäude besteht neben dem erhaltenen mittelalterlichen Flügel aus zwei Pavillons und einem Wohnhaus. Ein weiterer Flügel, in dem sich die Bäckerei für die Truppen befand, ist verloren gegangen. Gabriel ließ sich für sein Gebäude, das ebenfalls aus Steinen und Ziegeln bestand, von dem erhaltenen mittelalterlichen Wohnhaus inspirieren. Bei der Dekoration und insbesondere bei den Dachgauben ließ sich der Architekt Freiheiten gegenüber seinem Vorbild.
Das Schloss wurde verändert: im 18. Jahrhundert verschwanden die gekuppelten Fenster und der Eingang wurde verändert, ebenso verlor das Gebäude eine große Treppe.
Die mittelalterliche Burg soll durch einen unterirdischen Gang mit dem (drei Kilometer entfernten) Schloss Auquainville in Verbindung gestanden haben.

## Denkmalschutz
Das Schloss, das Torhaus, die Überreste des Taubenschlags, die Brücke über den Touques sowie der Park mit seinen Wassergräben und seinem Wassersystem, mit Ausnahme der modernen Gebäude, wurden per Erlass vom 2. Mai 1995 als historische Monumente klassifiziert.
Der Park verfügt über bemerkenswerte Bäume, darunter eine über 500 Jahre alte Morgenländische Platane und eine Blutbuche.

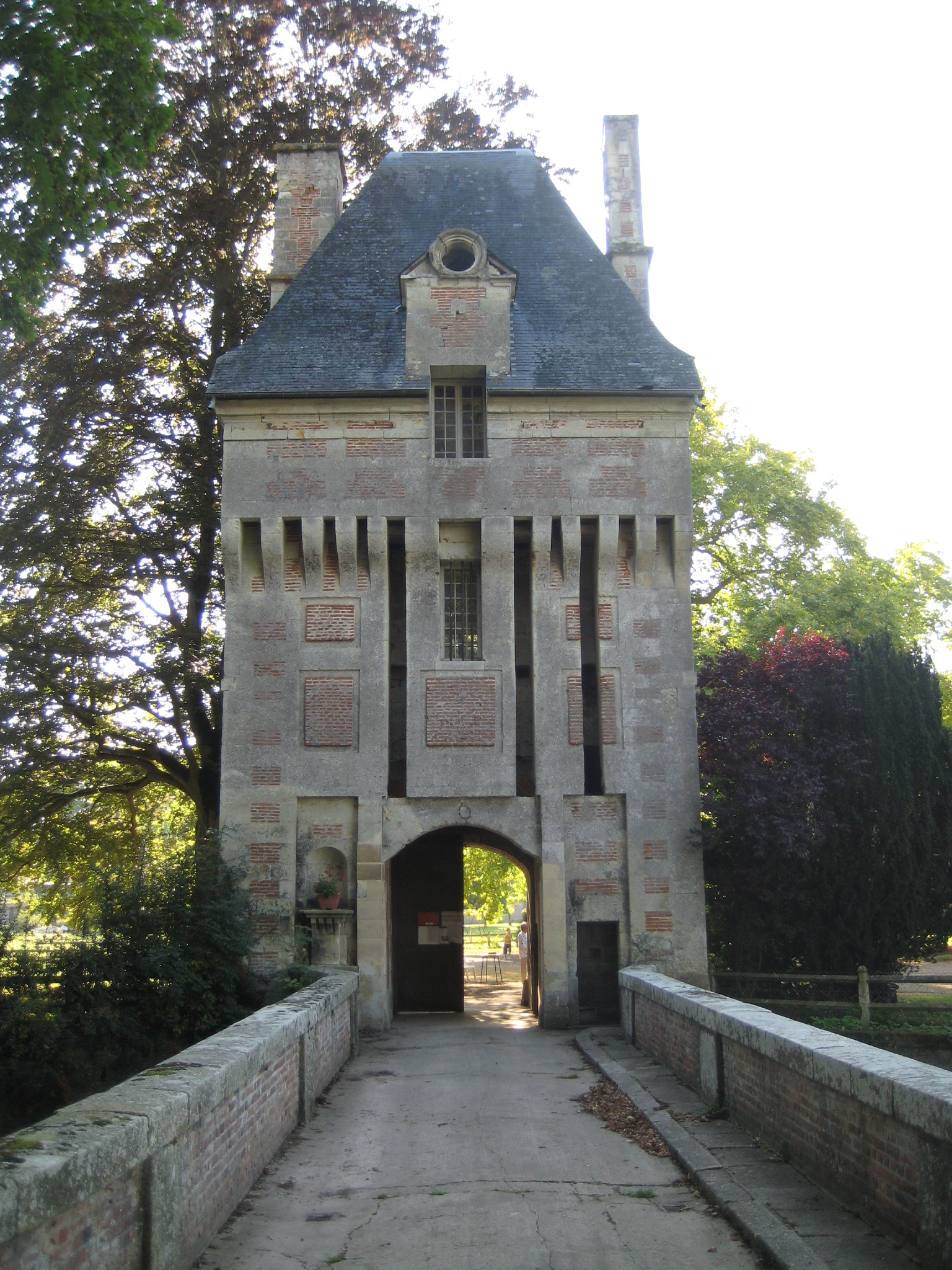
Das Torhaus
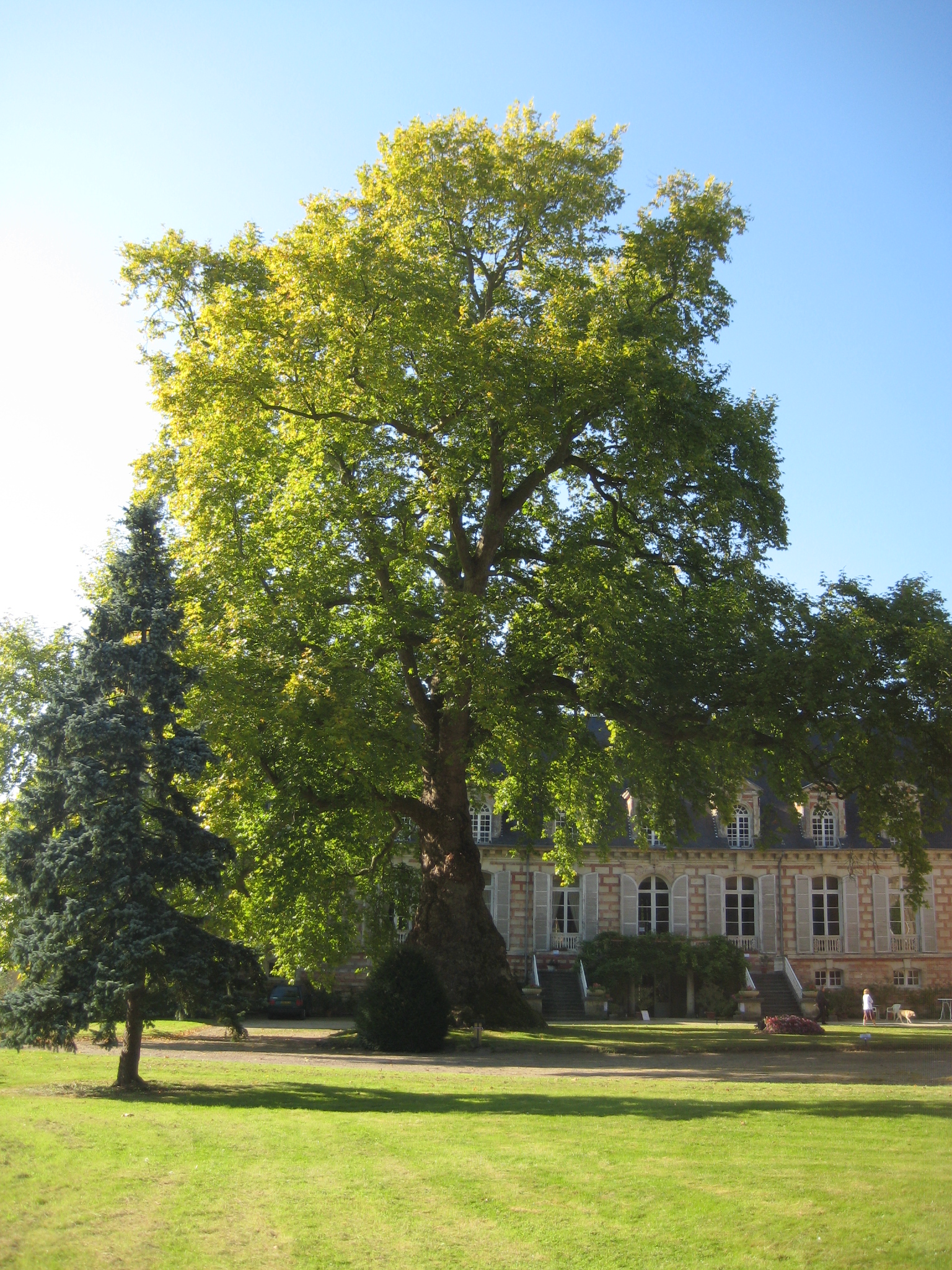
Die Platane